# Placotrochus pedicellatus
Placotrochus pedicellatus är en korallart som beskrevs av Tenison Woods 1879. Placotrochus pedicellatus ingår i släktet Placotrochus och familjen Flabellidae. Inga underarter finns listade i Catalogue of Life.